# Henning Bardenwerper
Henning Bardenwerper, auch Hennig Bardenwerper, Henni Barenwerper oder Bartenwerper (* unbekannt; bestattet 12. Oktober 1632 in Braunschweig) war ein deutscher Gerber und Schuster sowie Ratsherr und Kämmerer im Braunschweiger Weichbild Altstadt und später Bürgermeister des Weichbildes Altewiek.

## Leben
Henning Bardenwerper entstammte der bedeutendsten Ratsschusterfamilie der Altstadt. Seine Vorfahren waren wie er Gerber und Schuster und 200 Jahre lang, zwischen 1446 und 1646, in den Räten der Altstadt vertreten. Die Abgrenzung zwischen ihm und anderen Verwandten und Vorfahren, die ebenfalls Henni(n)g hießen, so z. B. Henning Bardenwerper d. Ä. und Henning Bardenwerper d. J., ist teilweise schwierig. Zwischen 1601 und 1607 war Henning Bardenwerper Ratsherr der Altstadt und 1608 dort Bruchkämmerer. 1610 zog der in das Weichbild Altewiek um und ist dort um 1620 als Bürgermeister belegt. Von 1601 bis 1620 war er in der Gilde der Gerber und Schuster. Henning Bardenwerper war ebenfalls Mitglied des Küchenrates.

## Sonstiges
- Die Familie Bardenwerper besaß u. a. das Haus Schuhstraße 28 (Assekuranznummer 175),[7] das später auch „Herbst’sches Haus“ genannt wurde. Es befand sich an der Ecke Schuhstraße/Schützenstraße, dort wo sich heute New Yorker befindet. Zum Grundstück gehörte eine rückwärtig, Richtung Twete befindliche, aus dem frühen 14. Jahrhundert stammende Kemenate, die 1895 abgerissen wurde.[8] Die Twete wurde zwischen 1458 und 1565 „Bardenwerpers Twete“ genannt.[9]
- Das umfangreiche Familienarchiv der Bardenwerpers befindet sich heute im Stadtarchiv Braunschweig.[10]
- Der Schriftsteller Wilhelm Scholz veröffentlichte 1909 den historischen Roman Bardenwerper. Eine Geschichte von deutscher Treue und Herzeleid, darüber bald 300 Jahre verflossen.[11] Er schildert darin anhand der Hauptfigur Hennig (sic!) Bardenwerper das Leben zu Zeiten des „toller Halberstädter“ genannten Christian von Braunschweig-Wolfenbüttel, während des Dreißigjährigen Krieges.